# Lautaro Rivero
Lautaro Ruben Rivero Cruz (Buenos Aires, 1º novembre 2003) è un calciatore argentino, difensore del River Plate.

## Caratteristiche tecniche
È un difensore centrale di piede mancino.

## Carriera
Rivero è cresciuto nel settore giovanile del River Plate, con cui ha firmato il primo contratto professionistico nell'ottobre del 2023. Il 23 maggio 2024 è stato ceduto in prestito fino a dicembre al Central Córdoba (SdE) ed il 2 giugno ha giocato il suo primo incontro ufficiale, contro il Talleres (C) in Primera División.

## Statistiche

### Presenze e reti nei club
Statistiche aggiornate al 17 agosto 2025.
| Stagione        | Squadra               | Campionato      | Campionato | Campionato | Coppe nazionali | Coppe nazionali | Coppe nazionali | Coppe continentali | Coppe continentali | Coppe continentali | Altre coppe | Altre coppe | Altre coppe | Totale | Totale | Totale |
| Stagione        | Squadra               | Comp            | Pres       | Reti       | Comp            | Pres            | Reti            | Comp               | Pres               | Reti               | Comp        | Pres        | Reti        | Pres   | Reti   |        |
| --------------- | --------------------- | --------------- | ---------- | ---------- | --------------- | --------------- | --------------- | ------------------ | ------------------ | ------------------ | ----------- | ----------- | ----------- | ------ | ------ | ------ |
| 2024            | Central Córdoba (SdE) | PD              | 8          | 0          | CA+CdL          | 2+0             | 0               | -                  | -                  | -                  | -           | -           | -           | 10     | 0      |        |
| gen.-giu. 2025  | Central Córdoba (SdE) | PD              | 14         | 2          | CA              | 0               | 0               | CL                 | 6                  | 0                  | SA          | -           | -           | 20     | 2      |        |
| giu.-dic. 2025  | River Plate           | PD              | 2          | 0          | CA              | 0               | 0               | CL                 | 0                  | 0                  | -           | -           | -           | 2      | 0      |        |
| Totale carriera | Totale carriera       | Totale carriera | 24         | 2          |                 | 2               | 0               |                    | 6                  | 0                  |             | -           | -           | 32     | 2      |        |

## Palmarès

### Club

#### Competizioni nazionali
- Copa Argentina: 1

Central Córdoba (SdE): 2024